# 秦・始皇帝
『秦・始皇帝』（しん・しこうてい）は、1962年に公開された田中重雄監督の日本映画。

## 解説
大秦帝国の始皇帝の生涯を、当時の大映のスターを集めて映画化した大映創立20周年の超大作作品。日本では『釈迦』に続いて2作目となる70ミリ映画である。
全長6キロメートル、幅8メートルにおよぶ万里の長城の一部の実物大セットが作られた。大規模な戦闘シーンや都のオープンセットの撮影は台湾で行われた。エキストラには延べ20万人が参加している。
アメリカ合衆国、イギリス、ドイツ、フランス、メキシコ、スペインなどでも公開されており、ドイツ版ポスターデザインは『ベン・ハー』を模している。

## ストーリー
紀元前221年、数百年続いた戦乱の世を経て、秦皇・政は史上初めて中国を統一し、自らを始皇帝（史上初の皇帝）と名乗った。
また皇帝自らの自称を「朕（ちん）」とした。
始皇帝は、「広大な領土の統治にはこれまでの封建制ではなく、郡県制を施行すべき」との李斯の進言を採用し、強固な中央集権体制を確立する。

## 登場人物
趙政（せい）
演 - 勝新太郎
大秦帝国の皇帝。史上初めて中国を統一し、始皇帝を名乗る。
朱貴児（しゅ きし）
演 - 山本富士子
父の仇である政を殺そうとするが政に見初められ阿房宮に最初に入る妃となる。
後に政を深く愛するようになるが、政が戦で留守の間に北方の蛮族の襲撃を受けて死ぬ。
これが万里の長城を作るきっかけとなる。
太后（たいこう）
演 - 山田五十鈴
政の母。呂不韋の妻だったが先王の妃となる。そのときには既に政を身籠っていた。
呂不韋（ろふい）
演 - 河津清三郎
元商人の政治家。太后の元夫で先王に妻を捧げた。政の実父。
嫪毐（ろうあい）
演 - 及福生
太后の愛人。呂不韋により宦官を装い後宮に送り込まれる。
 
太子丹（たいし たん）
演 - 宇津井健
燕の王族。子供の頃、政と同じ人質として育ち、政を弟のように思っていた。
政が始皇帝となったことで激しく憎むようになり、執拗に政の命を狙う。
荊軻（けいか）
演 - 市川雷蔵
燕の太子丹の命を受け、政を暗殺しようとした刺客。
蘭英
演 - 中村玉緒
荊軻の妻。筑（ちく、弦楽器）を奏でる。
田光（でんこう）
演 - 佐々木孝丸
丹の依頼で刺客として荊軻を推挙した後、自ら命を絶つ。
樊於期（はんおき）
演 - 石黒達也
燕に亡命して来た秦の元将軍。荊軻の暗殺計画のために自ら首を差し出す。
 
干越
演 - 長谷川一夫
儒学者。始皇帝を公然と批判したことから生き埋めにされる。
芦生
演 - 川崎敬三
儒学生。干越の弟子。
万喜良を逃がすために殺される。
万喜良（ばんきりょう）
演 - 川口浩
儒学生。干越の弟子。
孟姜女の肌をたまたま見たことから彼女と結婚するが万里の長城つくりの人夫として徴用され、後に人柱にされる。
孟姜女（もうきょうじょ）
演 - 若尾文子
最初に肌を見せた男子と結婚するとの占いに従い、万喜良と結婚する。
人柱となった夫を嘆くと長城が崩れ落ちる。
 
徐福（じょふく）
演 - 中村鴈治郎
不老長生の術を心得た高名な方士（方術を行う者）。
 
李唐（りとう）
演 - 東野英治郎
政が慕う老兵。政のためなら命をかける忠臣。政だけでなく仲間からも「オヤジ」と呼ばれている。
戦で左腕を失う。後に北方の蛮族からの襲撃で命を落とす。
李黒（りこく）
演 - 本郷功次郎
李唐の息子。幼心にある部下思いの政の姿と暴君と呼ばれている始皇帝のどちらが真の姿であるかを確かめるために政に会いにいく。
その途中で盗賊に襲われていた孟姜女を救う。また、処刑されそうになった彼女の助命を政に乞う。

## スタッフ
- 製作：永田雅一
- 製作参与：蔡孟堅
- 協力：中華民国中央電影公司（中国語版）
- 製作補：熊田朝男
- 脚本：八尋不二
- 撮影：高橋通夫
- 録音：長谷川光雄
- 照明：久保田行一
- 美術：柴田篤二
- 音楽：伊福部昭
- 特殊撮影：築地米三郎
- 特撮美術：仲美喜雄
- 色彩技術：長友康嘉
- 監督補：砂見国博
- 衣裳考証：上野芳生
- 装飾調製[注釈 2]：南正守
- 振付：榊原帰逸
- 擬斗：宮内昌平
- 編集：中静達治
- 助監督：瀬川正雄、中村大十郎[注釈 3]
- 製作主任：沼田芳造
- 音響効果：小倉信義
- 移動効果：大久保松雄
- 記録：原益子
- スチール：板垣公章
- 現像：ロンドン・テクニカラー社
- ステレオシステム：アオイ・スタジオ
- 協力：中華民国陸軍
- 監督：田中重雄

### スタッフ（ノンクレジット）
※全て宣材のみクレジット
- 助監督：石井岩太郎、遠藤俊雄
- 特撮スタッフ
  - 撮影：金子友三
  - 照明：藤野慎一
  - 製作主任：渡辺俊英

## 史実との違い
諸説あるため何を「史実」と見なすかは難しいが、主に一般的に知られているものとの違いを記す。
- 政が呂不韋の子であるとの説を取っている。また政の母は父王の妃になる前は呂不韋の愛人だったが映画では妻だったことになっている。
- 荊軻による政の暗殺未遂事件（紀元前227年）など、秦が中国を統一する紀元前221年より前のエピソードが、映画では統一後のことになっている。
- 太子丹が、史実では暗殺未遂事件の翌年紀元前226年に死んでいるが、映画では燕の滅亡後も生き伸びて政の命を狙い続け、最後に始皇帝と相討ちとなって死ぬ。
- 朱貴児の名は『隋唐演義』に隋二代皇帝・煬帝の側室として登場しヒロインの一人をつとめる人物と同一となっている。ただし、こちらも創作上の存在と言われている。

## 映像ソフト
- 1999年12月22日にエスモックより4作品（本作品と『日蓮と蒙古大襲来』『大江山酒天童子』『風速七十五米』）を収録したLD-BOX『大映特撮スペクタクルBOX』が発売された[3]。